# Molalan (Masallı)
Molalan è un comune dell'Azerbaigian situato nel distretto di Masallı. Conta una popolazione di 395 abitanti.